# Powłoki przeciwodblaskowe

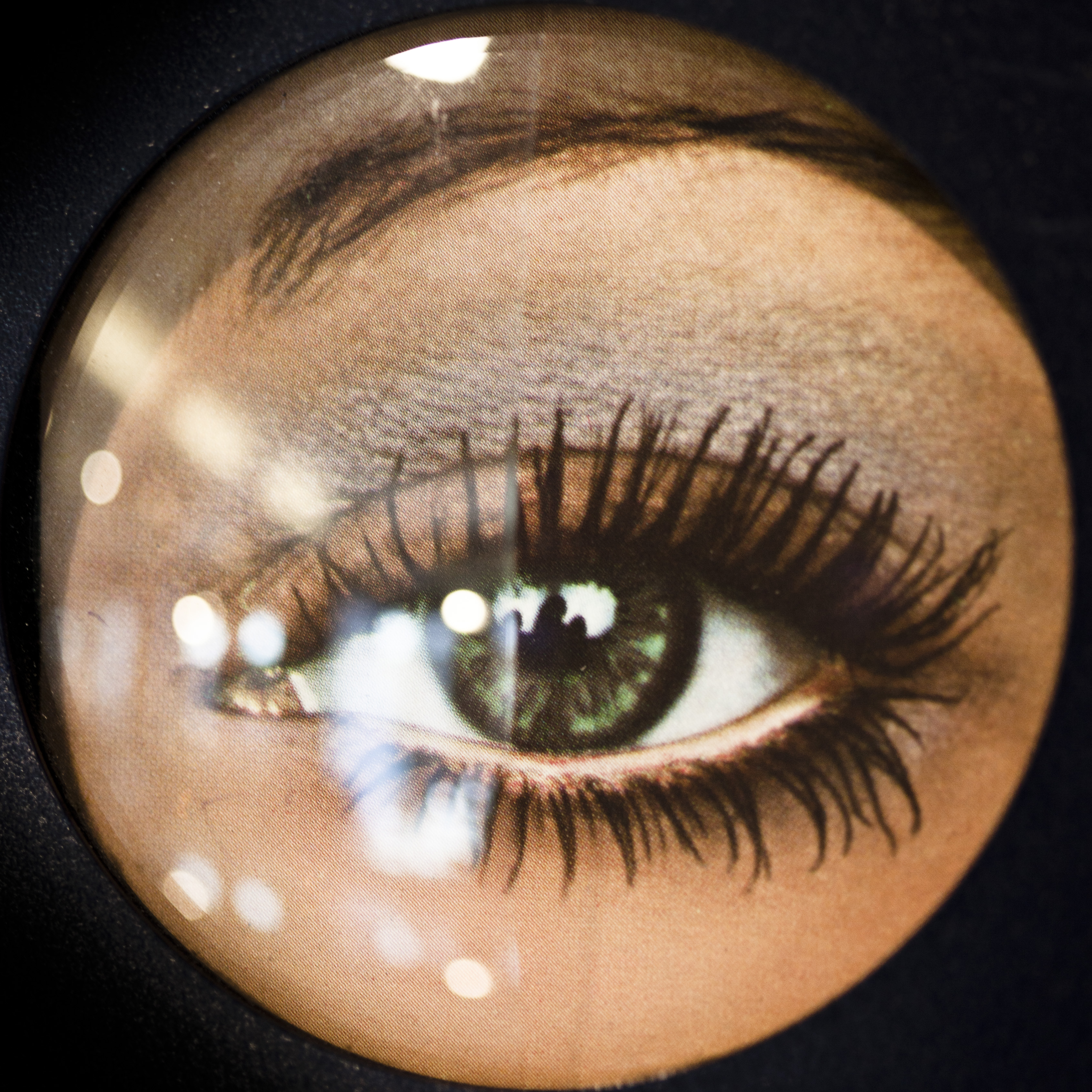
Soczewka bez powłoki przeciwodblaskowej (lewa strona) i pokryta taką powłoką (prawa).

Powłoki przeciwodblaskowe, powłoki antyrefleksyjne (ang. anti-reflection coating) – układ jednej lub większej liczby cienkich warstw substancji naniesionych na powierzchnię elementu optycznego w celu zminimalizowania natężenia światła odbitego i zwiększenia natężenia światła przechodzącego.

## Zasada działania
Zasada działania powłok przeciwodblaskowych opiera się o dwa zjawiska:
- Jeżeli na granicy dwóch ośrodków o różnych wartościach współczynnika załamania (w tym wypadku szkła i powietrza) umieści się cienką warstwę ośrodka o wartości pośredniej, to współczynnik odbicia światła od tej granicy zmaleje. Zjawisko to zostało opisane przez Lorda Rayleigha w 1886 r.[1]. Możliwe jest dobranie takiego współczynnika załamania światła warstwy powłoki, aby współczynnik odbicia był jak najmniejszy.
- Przy naniesieniu warstwy powłoki o odpowiedniej grubości, promienie odbite od obu powierzchni granicznych warstwy wygaszą się na skutek interferencji. Zjawisko to było znane od początku XVIII w.[2], ale praktyczne zastosowania tej metody stały się możliwe na szerszą skalę dopiero w latach 30. XX w.

## Historia
W czasie II wojny światowej wśród wszystkich walczących stron powszechnym stało się wyposażanie wojskowego sprzętu optycznego w warstwy przeciwodblaskowe. Po zakończeniu wojny pokrycia przeciwodblaskowe były już dobrze ugruntowaną cechą elementów optycznych, a wielu producentów oferowało sprzęt do ich wytwarzania. W 1947 Walter Welford zaproponował zastosowanie powłok wielowarstwowych i od tego momentu nastąpił rozwój technik tworzenia takich pokryć, początkowo stosowanych tylko w przyrządach profesjonalnych (na przykład w astronomii).
W roku 1971 Pentax ogłosił jako pierwszy, że stosuje wielowarstwowe (siedem warstw) pokrycia antyodblaskowe w swoich obiektywach fotograficznych. Reakcja producentów sprzętu fotograficznego była bardzo zróżnicowana. Firma Fuji ogłosiła, że już w 1964 stosowała 11 warstw pokryć w obiektywach do kamer filmowych, Nikon oświadczył, że stosuje pokrycia składające się z od trzech do pięciu warstw, a uzyskanie siedmiu jest technicznie niemożliwe, Zeiss (RFN) również oświadczył, że już stosuje takie warstwy w obiektywach wyższej klasy.
W latach 70. powszechnym stało się oznaczanie wielowarstwowych pokryć obiektywów fotograficznych, na przykład SMC (od ang. Super Multi Coated) Pentaxa, T* (od ang. Transparent) Zeissa (RFN), EBC (od ang. Electron Beam Coated) Fuji czy MC (od ang. Multi Coated) Zeissa (NRD). Obecnie zwyczaj ten został przez niektórych producentów zarzucony.

## Zastosowanie i znaczenie
W fotografii dobra jakość powłok przeciwodblaskowych naniesionych na soczewki tworzące obiektyw ma zasadniczy wpływ na eliminację efektu flary, a także podnosi kontrast powstającego obrazu.
Wprowadzenie pokryć antyodblaskowych miało duże znaczenie dla możliwości wytwarzania obiektywów fotograficznych o dużej liczbie soczewek. Odbicie światła na każdej niepokrytej granicy powietrze-szkło powoduje stratę około 4% światła. Przy ośmiu wolno stojących soczewkach (16 takich granic) strata światła wynosi około 50%, a światło odbijane wewnątrz obiektywu dodatkowo pogarsza przenoszenie kontrastu. Powłoki znacząco zmniejszają ten efekt, a liczba soczewek w złożonych obiektywach wysokiej klasy może wynosić ponad 20.